# Nowe Miasto nad Wartą (gmina)
Nowe Miasto nad Wartą – gmina wiejska w województwie wielkopolskim, w powiecie średzkim. W latach 1975–1998 gmina położona była w województwie poznańskim.
Siedziba gminy to Nowe Miasto nad Wartą.
Według danych z 31 marca 2011 gmina liczyła 9131 mieszkańców. Natomiast według danych z 31 grudnia 2017 roku gminę zamieszkiwało 9098 osób.

## Struktura powierzchni
Według danych z roku 2007 gmina Nowe Miasto nad Wartą ma obszar 119,54 km², w tym:
- użytki rolne: 72%
- użytki leśne: 19%

Gmina stanowi 19,20% powierzchni powiatu.

## Szkolnictwo w gminie
W gminie Nowe Miasto znajdują się 2 większe zespoły szkół ponadpodstawowych, oraz 4 szkoły podstawowe.
W Nowym Mieście znajduje się zespół szkół składający z:
- gimnazjum
- szkoły zawodowej oraz technikum dzienne i dla pracujących.

Poza stolicą gminy:
- w Chociczy znajduje się gimnazjum przedszkole oraz podstawówka.
- w Boguszynie znajduje się podstawówka
- w Kolniczkach podstawówka
- w sumie w szkołach uczy się około 1200 ludzi.

## Demografia

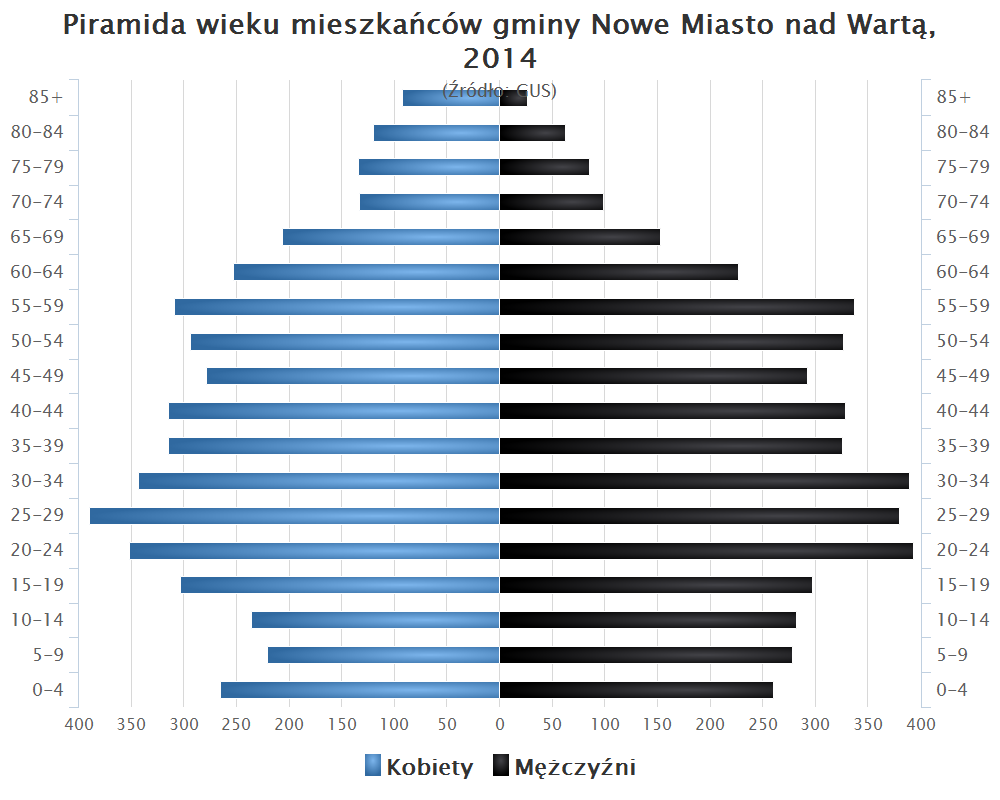
Piramida wieku mieszkańców gminy Nowe Miasto nad Wartą w 2014 roku

Dane z roku 2019:
| Opis                              | Ogółem | Ogółem | Kobiety | Kobiety | Mężczyźni | Mężczyźni |
| --------------------------------- | ------ | ------ | ------- | ------- | --------- | --------- |
| jednostka                         | osób   | %      | osób    | %       | osób      | %         |
| populacja                         | 9057   | 100    | 4534    | 50,1    | 4523      | 49,9      |
| gęstość zaludnienia (mieszk./km²) | 75     | 75     | 37,9    | 37,9    | 37,7      | 37,7      |

## Sąsiednie gminy
Jaraczewo, Jarocin, Krzykosy, Książ Wielkopolski, Miłosław, Żerków